# Сеферхадже
Сеферхадже (перс. صفرخواجه‎) — село на севере Ирана, в остане Альборз. Входит в состав шахрестана Назарабад. Является частью дехестана (сельского округа) Ахмедабад бахша Меркези.

## География
Село находится в западной части Альборза, к югу от гор Эльбурс, на расстоянии приблизительно 45 километров к западу-северо-западу (WNW) от Кереджа, административного центра провинции. Абсолютная высота — 1276 метров над уровнем моря.

## Население
По данным переписи 2006 года население села составляло 793 человека (386 мужчин и 407 женщин). В Сеферхадже насчитывалось 208 домохозяйств. Уровень грамотности населения составлял 73,39 %. Уровень грамотности среди мужчин составлял 76,68 %, среди женщин — 70,27 %.